# Katoli
Katoli (牧場の少女カトリ "Makiba no shōjo katori"?) es una serie de anime  basada en la novela finlandesa Paimen, piika ja emäntä ("Pastora, niña y sirvienta") de Auni Nuolivaara.  La serie fue emitida originalmente en Japón en el año 1984, parte del contenedor infantil World Masterpiece Theater o Meisaku de Nippon Animation.  El contenedor había antes y después producido una gran variedad de series de animación basadas en diferentes obras literarias infantiles; entre ellas estaban "Las montañas de Ana" (1983) y "La princesa Sara" (1985).  En España, la serie fue emitida por Antena 3 Televisión, primero durante las tardes de otoño de 1992 y más tarde en las mañanas de primavera de 1994, como parte del contenedor infantil Tras 3 tris, buenos días, logrando poco éxito.

## Trama
Katoli es una niña de nueve años que vive en una granja en Finlandia con sus abuelos. Su padre ha muerto y su madre trabaja para un adinerado barón en Alemania, esperando poder juntar el dinero necesario para regresar a Finlandia con su hija y permanecer allí permanentemente. Tres años atrás, antes de su dolorosa partida, la mujer le dejó como regalo a Katoli un pequeño cachorro de perro salchicha, con el cual se encariña mucho y le ayuda a soportar la larga ausencia de su madre. Esta le promete escribirle con frecuencia, pero tras estallar la guerra en Europa, no hay posibilidad de que el correo llegue del extranjero.
En casa de los abuelos de Katoli hay graves problemas de dinero. Su abuelo planea poner en venta su única vaca, esperando sacar de ella el provecho suficiente para poder mantener a la familia en pie. Ocurre una desgracia cuando un enorme oso que tenía atemorizada a la vecindad se acerca a su vivienda y toma la vida del animal, llevándose consigo las esperanzas de la familia de poder sobrevivir.  Es entonces cuando Katoli toma una valiente decisión.  Un amigo vecino le informa que necesitan ayuda en una granja vecina, y Katoli no duda en ofrecerse para el trabajo.  Las faenas en la granja son duras y agotantes para una niña tan joven; solo su buen humor y optimismo, al igual que sus amigos, le ayudan a seguir adelante y no rendirse.  Pasan los meses y Katoli cambia de un amo a otro seguidamente, conociendo en su experiencia a gente bondadosa, tanto así como egoísta y sin escrúpulos.
Katoli añora el regreso de su madre, el poder algún día estudiar medicina y ser doctora, y también escritora, para poder narrar y compartir las experiencias de su niñez.

## Curiosidades
El nombre original de la protagonista era "Katri", pero sin embargo, la mayoría de los japoneses tienen dificultad al pronunciar la "R" junto a la "T", por eso el título de la serie llegó a algunos países en Europa modificado, como "Katli", o "Katoli" como en España y Alemania.  Otros países cambiaron el nombre un poco, "Katy" (o "Kati") en Italia y otros lo cambiaron del todo como en Holanda, donde la serie se llama "Nathalie".

## Temas musicales
- Japón: (Inicio) "Love With You", (Cierre) "Kaze no Komoriuta" cantadas por Chie Kobayashi.
- España: "Dulce Katoli"

## Doblaje al español
- Graciela Molina - Katoli
- Juana Beuter - Abuela Ilda
- Vicente Gil - Abuelo Uris
- Azucena Días - Narradora
- Toni Solanes - Voces adicionales

## Letra de la canción española
"Dulce Katoli"

Es Katoli, dulce Katoli,

Es Katoli, dulce Katoli.

Cuando vayas de paseo por el campo,

Una granja en tu camino encontrarás.

En ella vive nuestra amiga Katoli,

Una niña llena de felicidad.

De cabellos de oro como el sol,

Dulce Katoli, Katoli.

Aire de ternura hay en su voz,

Dulce Katoli, dulce Katoli.

Colabora en las faenas de la granja,

Y también en las tareas del hogar.

La verás jugar por la verde pradera,

Caminar tranquilamente junto al mar.

De cabellos de oro como el sol,

Dulce Katoli, Katoli.

Aire de ternura hay en su voz,

Dulce Katoli, dulce Katoli.

Es Katoli, dulce Katoli.